# 650-jarig bestaan van Amsterdam
Het 650-jarig bestaan van Amsterdam werd in 1925 officieel gevierd en was het eerste jubileumjaar dat werd georganiseerd door het stadsbestuur van Amsterdam. In tegenstelling tot het eerdere jubileum in 1875, richtte de viering zich niet alleen op notabelen, maar ook op de brede bevolking, met festiviteiten voor zowel prominente genodigden als gewone burgers.

## Programma
Voor de notabelen organiseerde het stadsbestuur op zaterdag 12 september 1925 een receptie in het Stadhuis van Amsterdam en op maandagavond 14 september 1925 vond er een banket plaats in het Paleis op de Dam, waar tafelredes werden gehouden over de geschiedenis van de stad.
Voor de bredere bevolking vond op 14 september 1925 een officiële gedenkdag plaats, omdat 27 oktober als datum te laat in het seizoen viel. In tegenstelling tot het jubileum van 1875, lag de organisatie ditmaal bij het stadsbestuur, dat bewust koos voor een inclusieve viering voor alle lagen van de bevolking. Samen met lokale verenigingen, zoals de Vereeniging tot Veredeling van het Volksvermaak, werd een programma samengesteld met kinderspelen, muziekvoorstellingen en straatevenementen.

### Historische Tentoonstelling der Stad Amsterdam 1275-1925
Het Genootschap Amstelodamum organiseerde in 1925 de Historische Tentoonstelling der Stad Amsterdam 1275-1925 in het Rijksmuseum. Dankzij een betaalbare entreeprijs was de tentoonstelling toegankelijk voor een breder publiek dan bij het vorige jubileum.

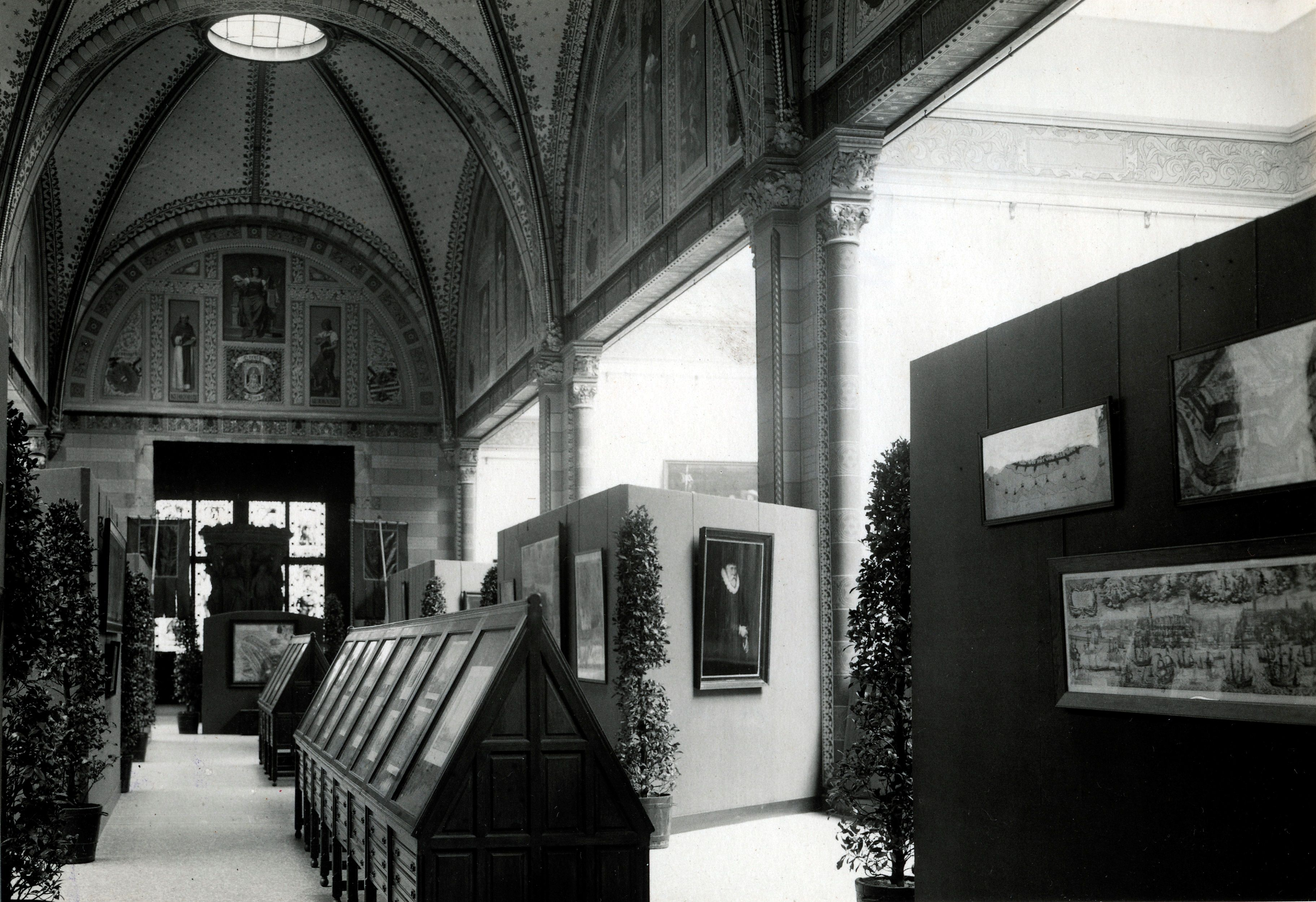
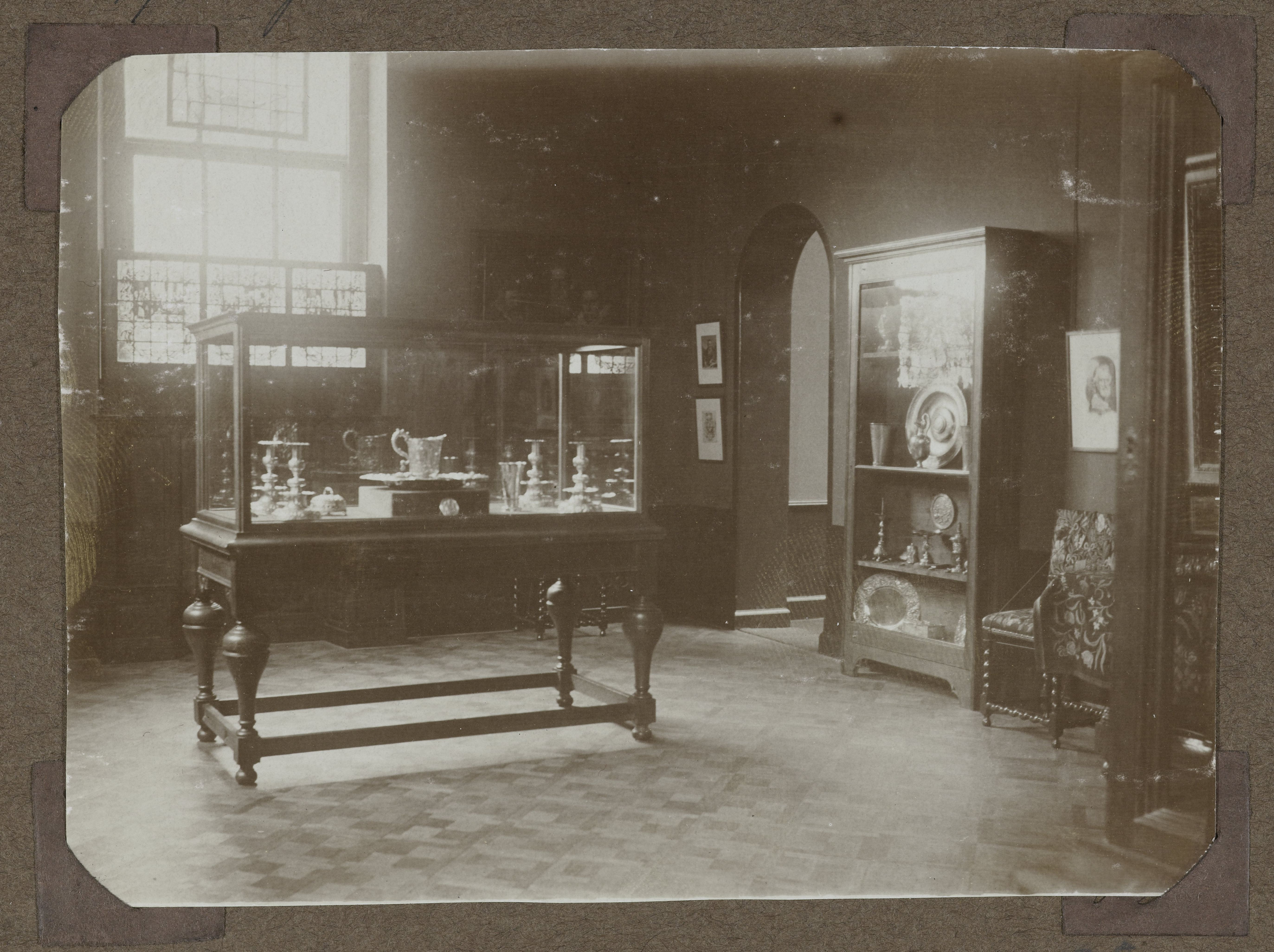
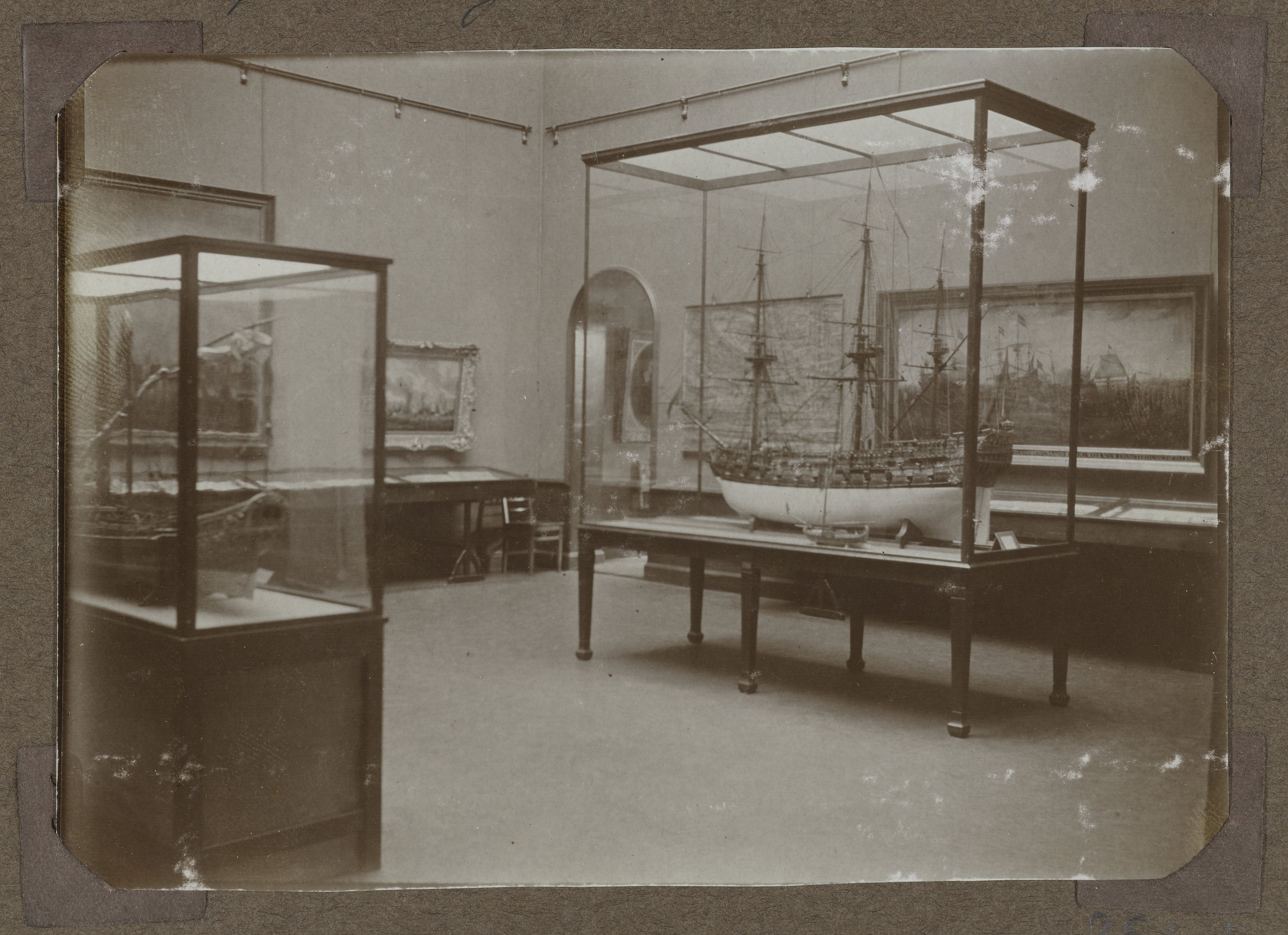
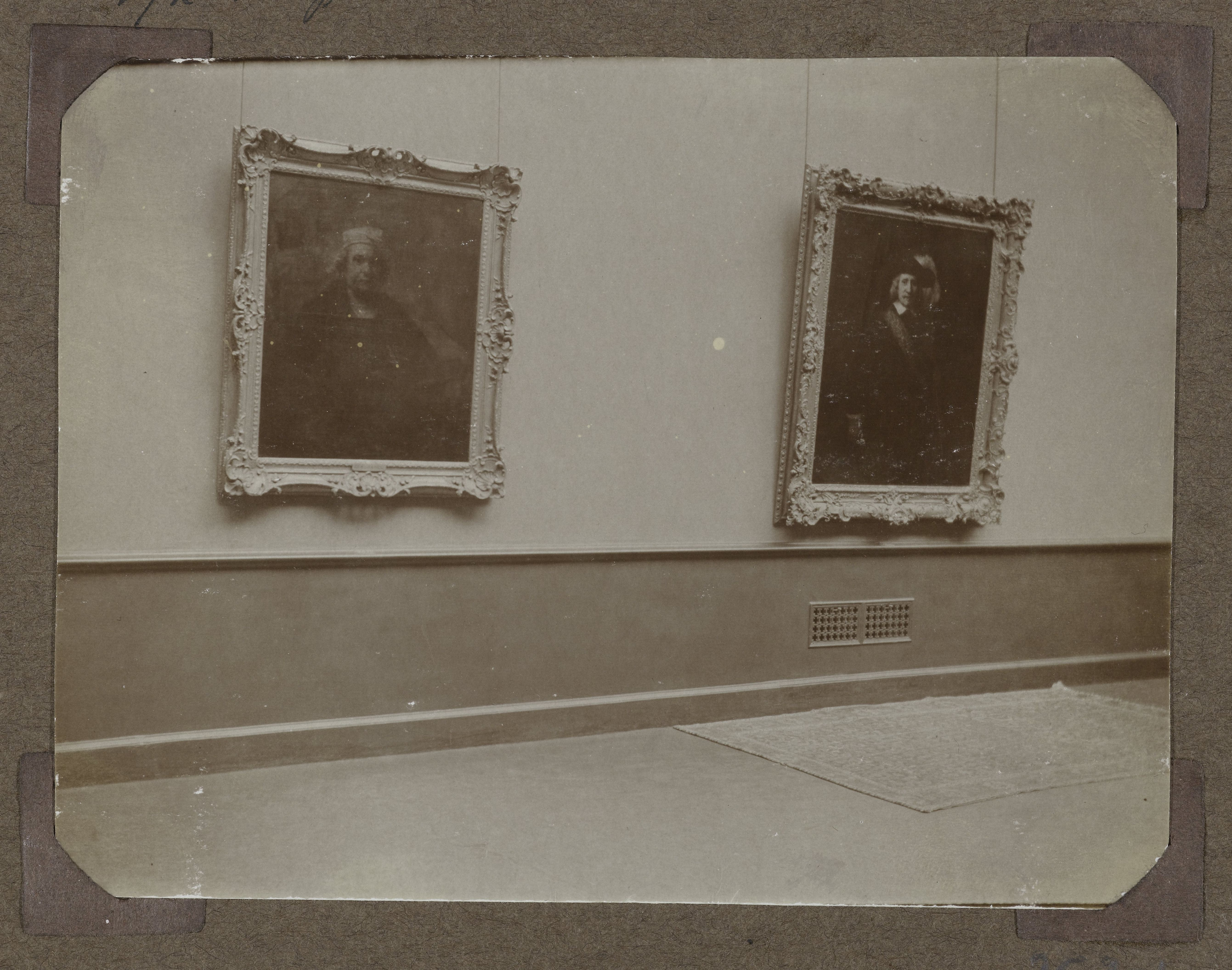
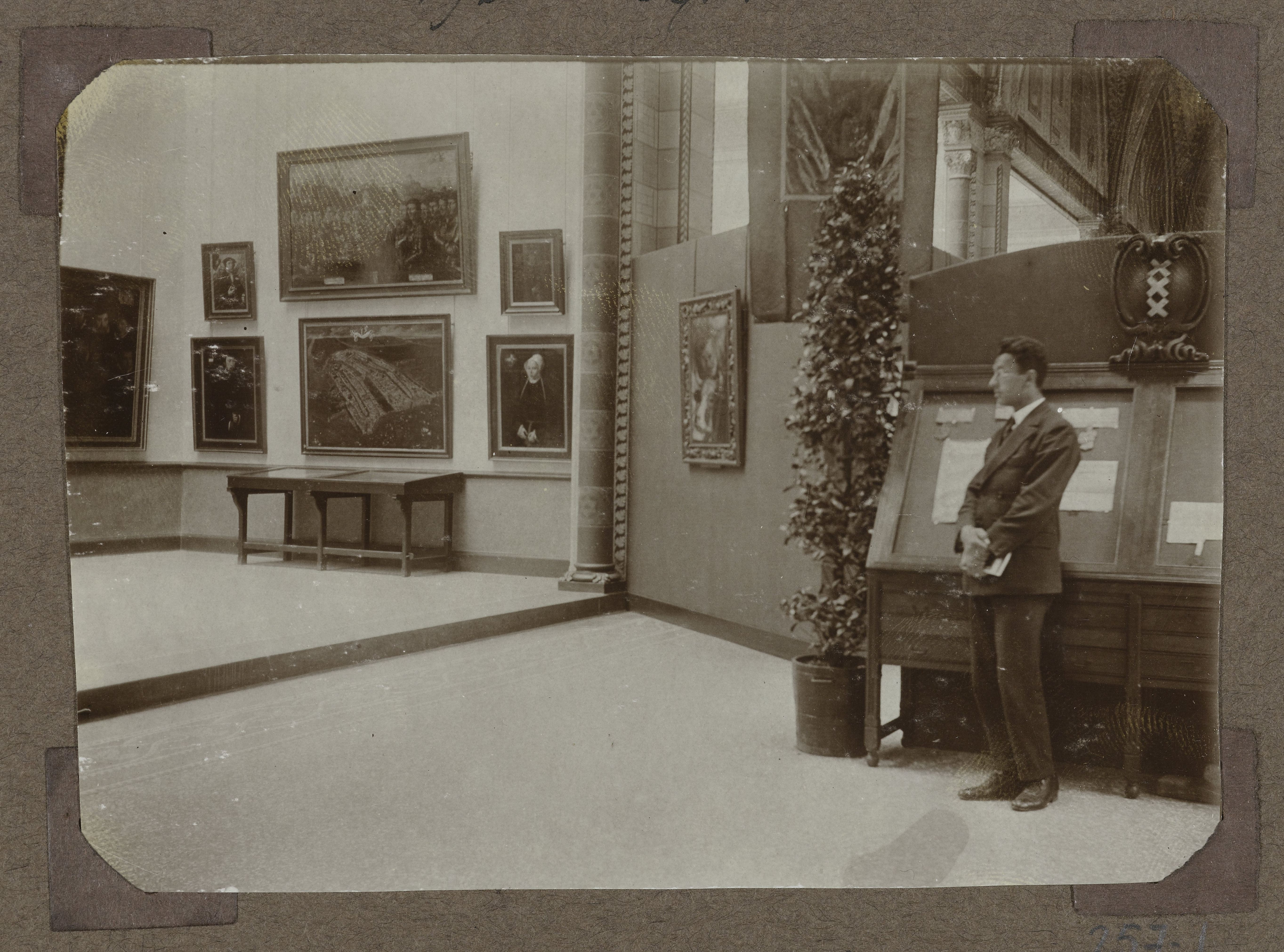

## Amsterdam in beeld
De bekende stadshistoricus Hajo Brugmans stelde ter gelegenheid van het jubileum een rijk geïllustreerd boek samen, bestaande uit 570 afbeeldingen en slechts een beperkte hoeveelheid begeleidende tekst. Het boek diende vooral als visuele ode aan de geschiedenis van Amsterdam en was bedoeld om een breed publiek op toegankelijke wijze kennis te laten maken met het verleden van de stad.

## Fotogalerij

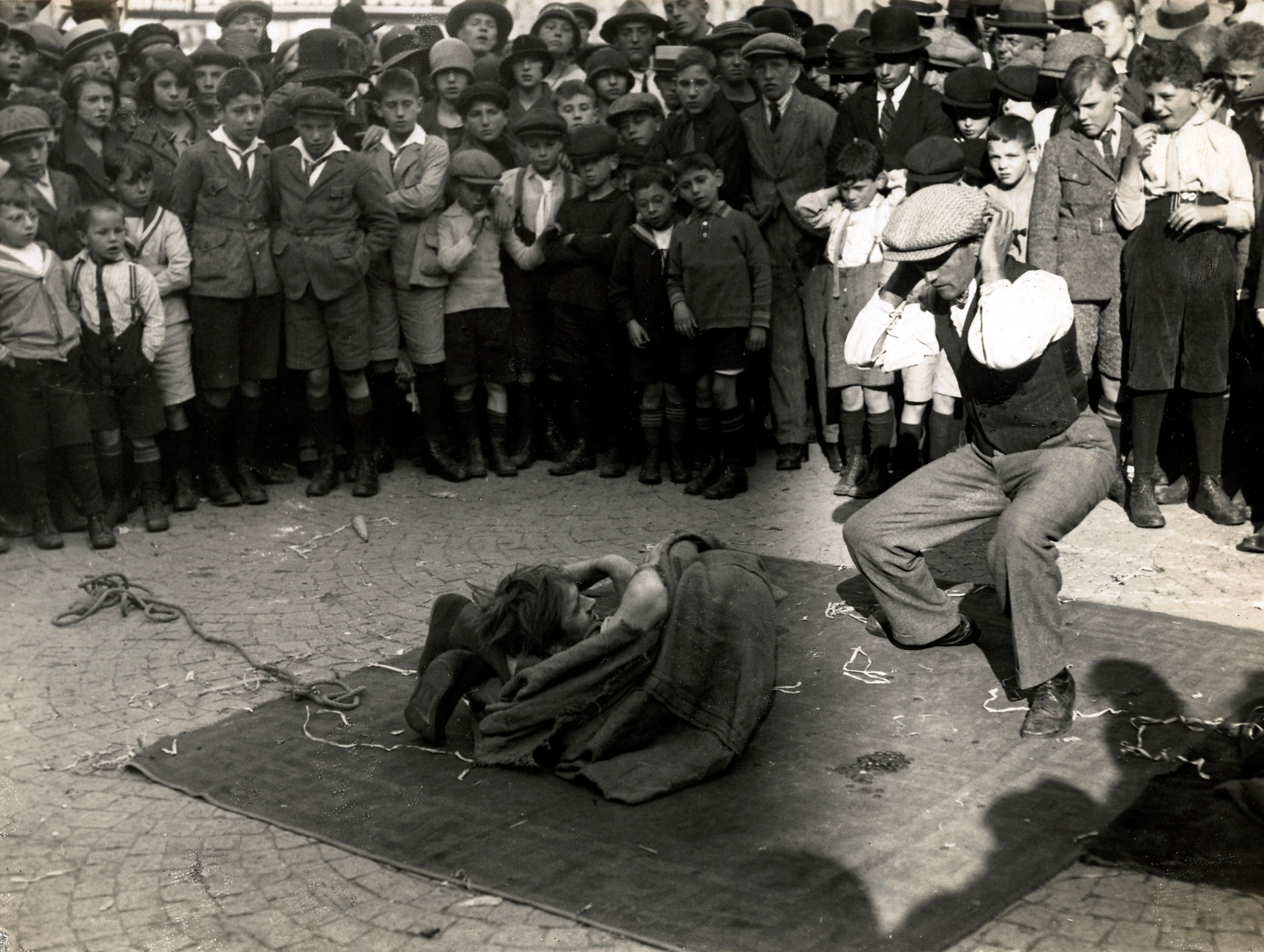
Straatartiesten op de Dam
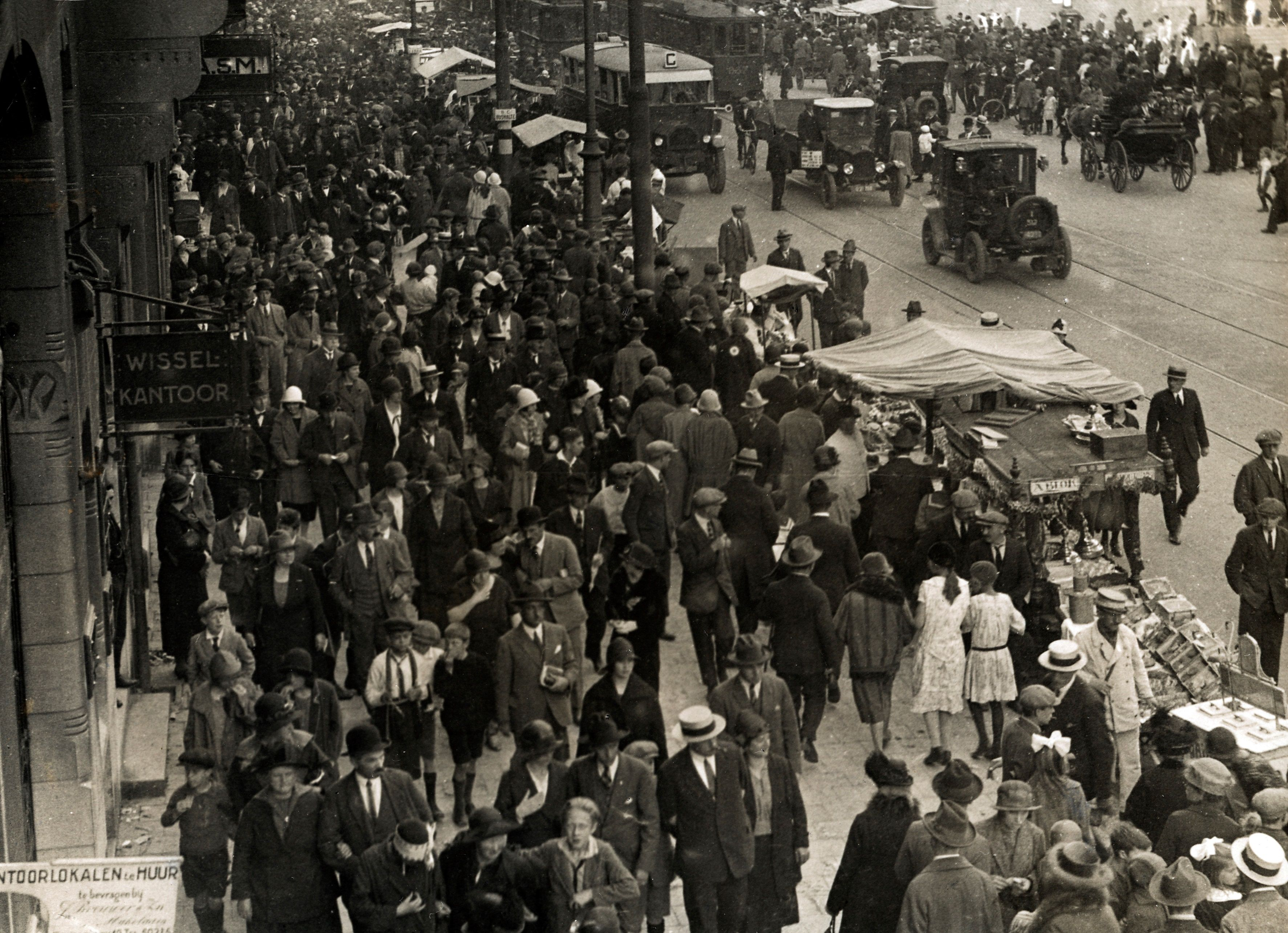
Damrak, 1925
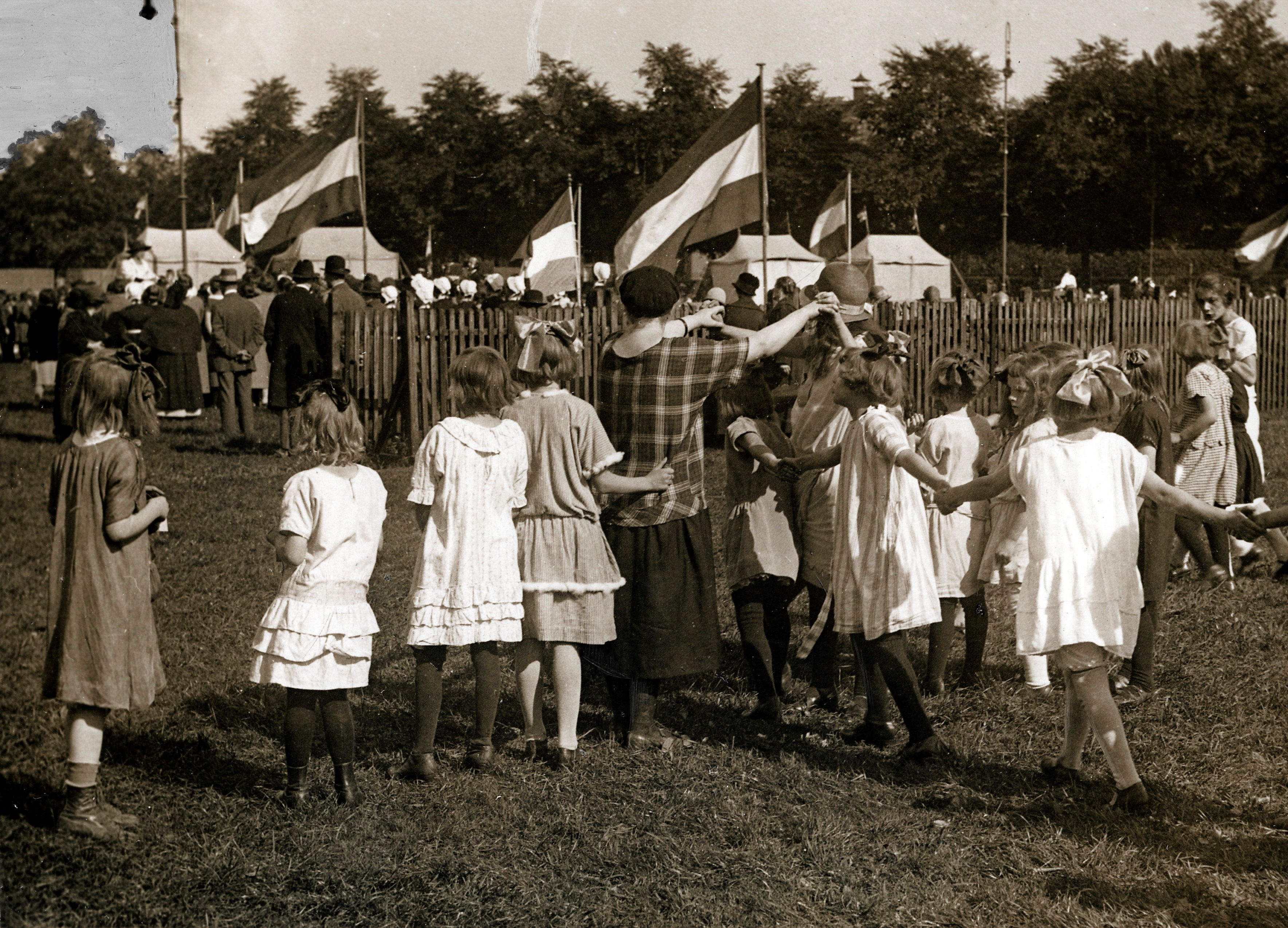
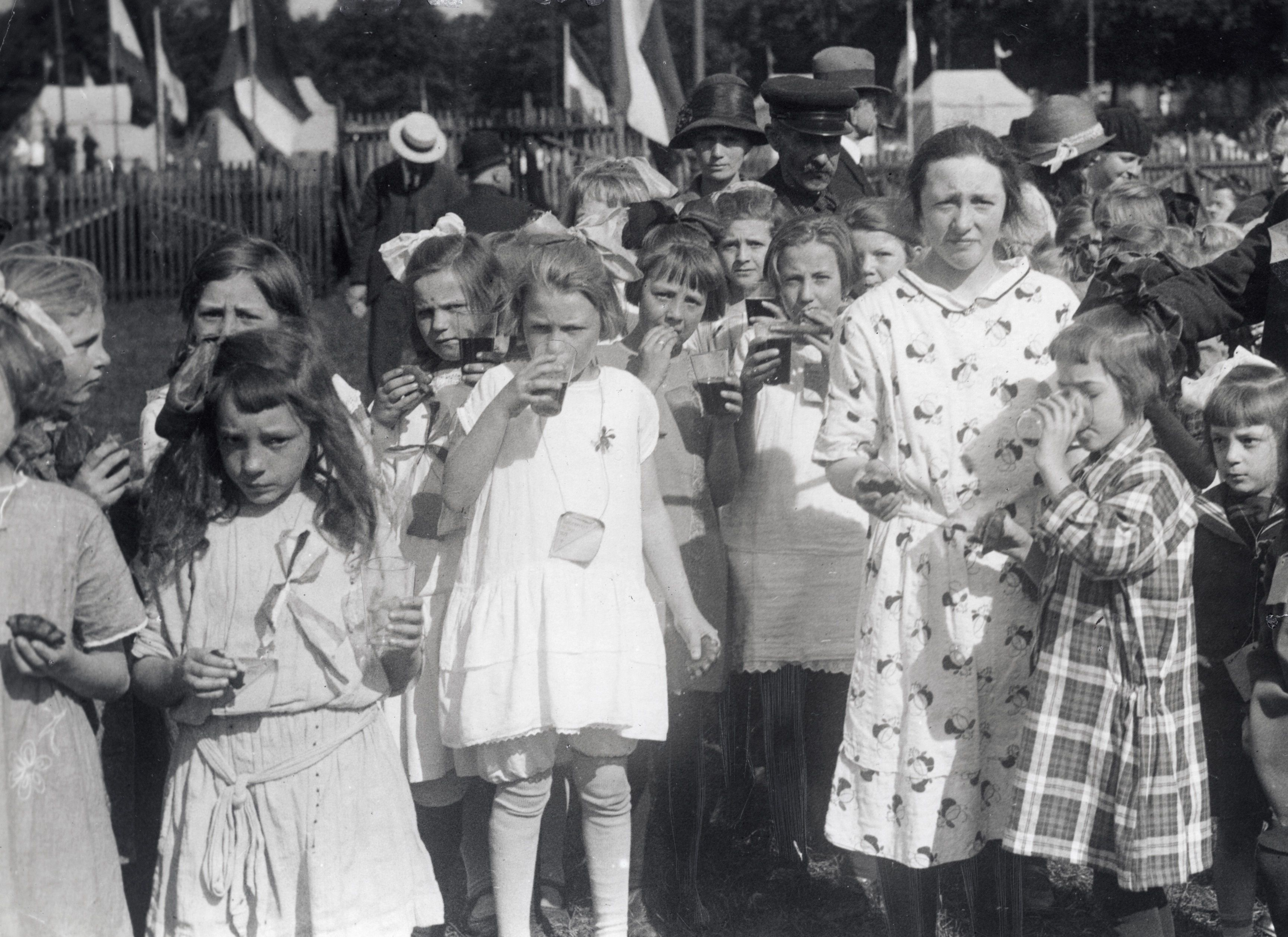